# Tour de Catalogne 2011
Le 91e Tour de Catalogne a eu lieu du 21 au 27 mars 2011. Il s'agit de la 5e épreuve de l'UCI World Tour 2011. Il a été remporté par l'Italien Michele Scarponi, de l'équipe Lampre-ISD, devant l'Irlandais Daniel Martin (Garmin-Cervélo) et l'Américain Christopher Horner (Team RadioShack). L'Espagnol Rubén Pérez (Euskaltel-Euskadi) remporte le classement par points, alors que le Colombien Nairo Quintana termine meilleur grimpeur de l'épreuve. L'équipe Team RadioShack remporte le classement par équipes.

## Présentation

### Équipes
24 équipes participent à ce Tour de Catalogne, dont six équipes continentales professionnelles : Geox-TMC, Andalucía-Caja Granada, Cofidis, Caja Rural, Colombia es Pasión-Café de Colombia, CCC Polsat-Polkowice.
| N.      | Code | Équipe              |
| ------- | ---- | ------------------- |
| 1-8     | KAT  | Team Katusha        |
| 11-18   | SBS  | Saxo Bank-SunGard   |
| 21-28   | LEO  | Team Leopard-Trek   |
| 31-38   | MOV  | Movistar            |
| 41-48   | LIQ  | Liquigas-Cannondale |
| 51-58   | BMC  | BMC Racing          |
| 61-68   | EUS  | Euskaltel-Euskadi   |
| 71-78   | RAB  | Rabobank            |
| 81-88   | ALM  | AG2R La Mondiale    |
| 91-98   | THR  | Team HTC-Highroad   |
| 101-108 | LAM  | Lampre-ISD          |
| 111-118 | OLO  | Omega Pharma-Lotto  |

| N.      | Code | Équipe                              |
| ------- | ---- | ----------------------------------- |
| 121-128 | AST  | Astana                              |
| 131-138 | QST  | Quick Step                          |
| 141-148 | SKY  | Team Sky                            |
| 151-158 | GRM  | Garmin-Cervélo                      |
| 161-168 | RSH  | Team RadioShack                     |
| 171-178 | VCD  | Vacansoleil-DCM                     |
| 181-188 | GEO  | Geox-TMC                            |
| 191-198 | ACA  | Andalucía-Caja Granada              |
| 201-208 | COF  | Cofidis                             |
| 211-218 | CJR  | Caja Rural                          |
| 221-228 | CEP  | Colombia es Pasión-Café de Colombia |
| 231-238 | CCC  | CCC Polsat-Polkowice                |

### Favoris
Le tenant du titre Joaquim Rodríguez (Team Katusha) souffrant d’un kyste au fémur de la jambe gauche est forfait pour cette édition 2011.
Le récent vainqueur du Tirreno-Adriatico Cadel Evans (BMC Racing) et Michele Scarponi (Lampre-ISD) sont les deux grands favoris[réf. souhaitée]. Les Italiens Ivan Basso (Liquigas-Cannondale) et Danilo Di Luca (Team Katusha), également présent sur le dernier Tirreno-Adriatico, participent aussi.
Le triple vainqueur du Tour de France et récent vainqueur du tour de Murcie, Alberto Contador (Saxo Bank-SunGard), a l’occasion de se mesurer à une concurrence plus fournie.
L'Espagnol Xavier Tondo (Movistar), le Slovène Janez Brajkovič (Team RadioShack) et l'Italien Matteo Carrara (Vacansoleil-DCM) participent après un Paris-Nice réussi. Enfin Igor Antón (Euskaltel-Euskadi), Christopher Horner (Team RadioShack), Carlos Sastre et Denis Menchov (Geox-TMC) effectuent leur vrai début de saison sur ce Tour de Catalogne.
Plusieurs sprinters sont présents : Alessandro Petacchi (Lampre-ISD), Kenny Dehaes (Omega Pharma-Lotto), Julian Dean (Garmin-Cervélo), Samuel Dumoulin (Cofidis).

## Étapes
| Étape     | Date    | Villes étapes                      | Distance (km) | Vainqueur d’étape      | Leader du classement général |
| --------- | ------- | ---------------------------------- | ------------- | ---------------------- | ---------------------------- |
| 1re étape | 21 mars | Lloret de Mar - Lloret de Mar      | 166,9         | Gatis Smukulis         | Gatis Smukulis               |
| 2e étape  | 22 mars | Santa Coloma de Farners - Banyoles | 169,3         | Alessandro Petacchi    | Gatis Smukulis               |
| 3e étape  | 23 mars | La Vall d'en Bas - Vallnord        | 183,9         | Michele Scarponi       | Levi Leipheimer              |
| 4e étape  | 24 mars | La Seu d'Urgell - El Vendrell      | 195           | Manuel António Cardoso | Levi Leipheimer              |
| 5e étape  | 25 mars | El Vendrell - Tarragone            | 205,8         | Samuel Dumoulin        | Levi Leipheimer              |
| 6e étape  | 26 mars | Tarragone - Mollet del Vallès      | 195           | José Joaquín Rojas     | Levi Leipheimer              |
| 7e étape  | 27 mars | Parets del Vallès - Barcelone      | 124,5         | Samuel Dumoulin        | Michele Scarponi             |

## Récit de la course

### 1reétape
La première étape présente un profil assez accidenté avec une première ascension de 1re catégorie (11,3 km à 5 %) au kilomètre 52,7 (l'Alto de San Hilari) et une seconde au kilomètre 128,7 (l'Alt de Sant Grau: 6,3 km à 6 %). Elle est gagnée par Gatis Smukulis qui prend ainsi la tête du classement général.
|   | Coureur             | Pays      | Équipe             |    | Temps          |
| - | ------------------- | --------- | ------------------ | -- | -------------- |
| 1 | Gatis Smukulis      | Lettonie  | Team HTC-Highroad  | en | 4 h 8 min 48 s |
| 2 | Alessandro Petacchi | Italie    | Lampre-ISD         | +  | 28 s           |
| 3 | José Joaquín Rojas  | Espagne   | Movistar           |    | 28 s           |
| 4 | Rigoberto Urán      | Colombie  | Team Sky           |    | 28 s           |
| 5 | Jan Bakelants       | Belgique  | Omega Pharma-Lotto |    | 28 s           |
| 6 | Maxime Bouet        | France    | AG2R La Mondiale   |    | 28 s           |
| 7 | Paolo Tiralongo     | Italie    | Astana             |    | 28 s           |
| 8 | Cadel Evans         | Australie | BMC Racing         |    | 28 s           |
| 9 | Bauke Mollema       | Pays-Bas  | Rabobank           |    | 28 s           |
| - | Alberto Contador    | Espagne   | Saxo Bank-SunGard  |    | 28 s           |

|    | Coureur             | Pays      | Équipe             |    | Temps          |
| -- | ------------------- | --------- | ------------------ | -- | -------------- |
| 1  | Gatis Smukulis      | Lettonie  | Team HTC-Highroad  | en | 4 h 8 min 48 s |
| 2  | Alessandro Petacchi | Italie    | Lampre-ISD         | +  | 28 s           |
| 3  | José Joaquín Rojas  | Espagne   | Movistar           |    | 28 s           |
| 4  | Rigoberto Urán      | Colombie  | Team Sky           |    | 28 s           |
| 5  | Jan Bakelants       | Belgique  | Omega Pharma-Lotto |    | 28 s           |
| 6  | Maxime Bouet        | France    | AG2R La Mondiale   |    | 28 s           |
| 7  | Paolo Tiralongo     | Italie    | Astana             |    | 28 s           |
| 8  | Cadel Evans         | Australie | BMC Racing         |    | 28 s           |
| 9  | Bauke Mollema       | Pays-Bas  | Rabobank           |    | 28 s           |
| -  | Alberto Contador    | Espagne   | Saxo Bank-SunGard  |    | 28 s           |
| 10 | Danilo Di Luca      | Italie    | Team Katusha       |    | 28 s           |

### 2eétape
|    | Coureur                | Pays       | Équipe            |    | Temps          |
| -- | ---------------------- | ---------- | ----------------- | -- | -------------- |
| 1  | Alessandro Petacchi    | Italie     | Lampre-ISD        | en | 4 h 11 min 8 s |
| 2  | José Joaquín Rojas     | Espagne    | Movistar          | +  | m.t.           |
| 3  | Manuel António Cardoso | Portugal   | Team RadioShack   |    | m.t.           |
| 4  | Samuel Dumoulin        | France     | Cofidis           |    | m.t.           |
| 5  | Aitor Galdós           | Espagne    | Caja Rural        |    | m.t.           |
| 6  | Giacomo Nizzolo        | Italie     | Team Leopard-Trek |    | m.t.           |
| 7  | Michel Kreder          | Pays-Bas   | Garmin-Cervélo    |    | m.t.           |
| 8  | Thomas Peterson        | États-Unis | Garmin-Cervélo    |    | m.t.           |
| 9  | Valentin Iglinskiy     | Kazakhstan | Astana            |    | m.t.           |
| 10 | Carlos Barredo         | Espagne    | Rabobank          |    | m.t.           |

|    | Coureur             | Pays       | Équipe             |    | Temps           |
| -- | ------------------- | ---------- | ------------------ | -- | --------------- |
| 1  | Gatis Smukulis      | Lettonie   | Team HTC-Highroad  | en | 8 h 19 min 56 s |
| 2  | Alessandro Petacchi | Italie     | Lampre-ISD         | +  | 28 s            |
| 3  | José Joaquín Rojas  | Espagne    | Movistar           |    | 28 s            |
| 4  | Jan Bakelants       | Belgique   | Omega Pharma-Lotto |    | 28 s            |
| 5  | Thomas Peterson     | États-Unis | Garmin-Cervélo     |    | 28 s            |
| 6  | Carlos Barredo      | Espagne    | Rabobank           |    | 28 s            |
| 7  | Dario Cataldo       | Italie     | Quick Step         |    | 28 s            |
| 8  | Jelle Vanendert     | Belgique   | Omega Pharma-Lotto |    | 28 s            |
| -  | Alberto Contador    | Espagne    | Saxo Bank-SunGard  |    | 28 s            |
| 9  | Bauke Mollema       | Pays-Bas   | Rabobank           |    | 28 s            |
| 10 | Kevin Seeldraeyers  | Belgique   | Quick Step         |    | 28 s            |

### 3eétape
Cette troisième étape est l'étape reine de ce Tour de Catalogne.
|    | Coureur            | Pays       | Équipe                              |    | Temps           |
| -- | ------------------ | ---------- | ----------------------------------- | -- | --------------- |
| -  | Alberto Contador   | Espagne    | Saxo Bank-SunGard                   |    |                 |
| 1  | Michele Scarponi   | Italie     | Lampre-ISD                          | en | 4 h 45 min 54 s |
| 3  | Levi Leipheimer    | États-Unis | Team RadioShack                     |    | m.t.            |
| 4  | Daniel Martin      | Irlande    | Garmin-Cervélo                      | +  | 12 s            |
| 5  | Christopher Horner | États-Unis | Team RadioShack                     |    | 12 s            |
| 6  | Alex Cano          | Colombie   | Colombia es Pasión-Café de Colombia |    | 12 s            |
| 7  | Ivan Basso         | Italie     | Liquigas-Cannondale                 |    | 15 s            |
| 8  | Rigoberto Urán     | Colombie   | Team Sky                            |    | 15 s            |
| 9  | Xavier Tondo       | Espagne    | Movistar                            |    | 15 s            |
| 10 | Cadel Evans        | Australie  | BMC Racing                          |    | 27 s            |

|    | Coureur            | Pays       | Équipe              |    | Temps           |
| -- | ------------------ | ---------- | ------------------- | -- | --------------- |
| -  | Alberto Contador   | Espagne    | Saxo Bank-SunGard   | en | 13 h 5 min 55 s |
| 1  | Levi Leipheimer    | États-Unis | Team RadioShack     | en | 13 h 6 min 18 s |
| 2  | Michele Scarponi   | Italie     | Lampre-ISD          |    | m.t.            |
| 3  | Daniel Martin      | Irlande    | Garmin-Cervélo      | +  | 12 s            |
| 4  | Christopher Horner | États-Unis | Team RadioShack     |    | 12 s            |
| 5  | Rigoberto Urán     | Colombie   | Team Sky            |    | 15 s            |
| 6  | Ivan Basso         | Italie     | Liquigas-Cannondale |    | 15 s            |
| 7  | Xavier Tondo       | Espagne    | Movistar            |    | 15 s            |
| 8  | Cadel Evans        | Australie  | BMC Racing          |    | 27 s            |
| 9  | Bauke Mollema      | Pays-Bas   | Rabobank            |    | 49 s            |
| 10 | Kevin Seeldraeyers | Belgique   | Quick Step          |    | 49 s            |

### 4eétape
|    | Coureur                | Pays      | Équipe            |    | Temps          |
| -- | ---------------------- | --------- | ----------------- | -- | -------------- |
| 1  | Manuel António Cardoso | Portugal  | Team RadioShack   | en | 4 h 33 min 2 s |
| 2  | Giacomo Nizzolo        | Italie    | Team Leopard-Trek | +  | m.t.           |
| 3  | José Joaquín Rojas     | Espagne   | Movistar          |    | m.t.           |
| 4  | Aitor Galdós           | Espagne   | Caja Rural        |    | m.t.           |
| 5  | František Raboň        | Tchéquie  | Team HTC-Highroad |    | m.t.           |
| 6  | Samuel Dumoulin        | France    | Cofidis           |    | m.t.           |
| 7  | William Clarke         | Australie | Team Leopard-Trek |    | m.t.           |
| 8  | Michel Kreder          | Pays-Bas  | Garmin-Cervélo    |    | m.t.           |
| 9  | Michał Gołaś           | Pologne   | Vacansoleil-DCM   |    | m.t.           |
| 10 | Daniel Martin          | Irlande   | Garmin-Cervélo    |    | m.t.           |

|    | Coureur            | Pays       | Équipe              |    | Temps            |
| -- | ------------------ | ---------- | ------------------- | -- | ---------------- |
| -  | Alberto Contador   | Espagne    | Saxo Bank-SunGard   | en | 17 h 38 min 57 s |
| 1  | Levi Leipheimer    | États-Unis | Team RadioShack     | en | 17 h 39 min 20 s |
| 2  | Michele Scarponi   | Italie     | Lampre-ISD          |    | m.t.             |
| 3  | Daniel Martin      | Irlande    | Garmin-Cervélo      | +  | 12 s             |
| 4  | Christopher Horner | États-Unis | Team RadioShack     |    | 12 s             |
| 5  | Rigoberto Urán     | Colombie   | Team Sky            |    | 15 s             |
| 6  | Ivan Basso         | Italie     | Liquigas-Cannondale |    | 15 s             |
| 7  | Xavier Tondo       | Espagne    | Movistar            |    | 15 s             |
| 8  | Cadel Evans        | Australie  | BMC Racing          |    | 27 s             |
| 9  | Bauke Mollema      | Pays-Bas   | Rabobank            |    | 49 s             |
| 10 | Kevin Seeldraeyers | Belgique   | Quick Step          |    | 49 s             |

### 5eétape
|    | Coureur            | Pays     | Équipe             |    | Temps           |
| -- | ------------------ | -------- | ------------------ | -- | --------------- |
| 1  | Samuel Dumoulin    | France   | Cofidis            | en | 4 h 49 min 31 s |
| 2  | José Joaquín Rojas | Espagne  | Movistar           | +  | m.t.            |
| 3  | Rubén Pérez        | Espagne  | Euskaltel-Euskadi  |    | m.t.            |
| 4  | Aitor Galdós       | Espagne  | Caja Rural         |    | m.t.            |
| 5  | Michał Gołaś       | Pologne  | Vacansoleil-DCM    |    | m.t.            |
| 6  | Diego Milán        | Espagne  | Caja Rural         |    | m.t.            |
| 7  | Nicolas Roche      | Irlande  | AG2R La Mondiale   |    | m.t.            |
| 8  | Manuel Cardoso     | Portugal | Team RadioShack    |    | m.t.            |
| 9  | Kenny Dehaes       | Belgique | Omega Pharma-Lotto |    | m.t.            |
| 10 | František Raboň    | Tchéquie | Team HTC-Highroad  |    | m.t.            |

|    | Coureur            | Pays       | Équipe              |    | Temps            |
| -- | ------------------ | ---------- | ------------------- | -- | ---------------- |
| -  | Alberto Contador   | Espagne    | Saxo Bank-SunGard   | en | 22 h 28 min 28 s |
| 1  | Levi Leipheimer    | États-Unis | Team RadioShack     | en | 22 h 28 min 51 s |
| 2  | Michele Scarponi   | Italie     | Lampre-ISD          |    | m.t.             |
| 3  | Daniel Martin      | Irlande    | Garmin-Cervélo      | +  | 12 s             |
| 4  | Christopher Horner | États-Unis | Team RadioShack     |    | 12 s             |
| 5  | Rigoberto Urán     | Colombie   | Team Sky            |    | 15 s             |
| 6  | Ivan Basso         | Italie     | Liquigas-Cannondale |    | 15 s             |
| 7  | Xavier Tondo       | Espagne    | Movistar            |    | 15 s             |
| 8  | Cadel Evans        | Australie  | BMC Racing          |    | 27 s             |
| 9  | Bauke Mollema      | Pays-Bas   | Rabobank            |    | 49 s             |
| 10 | Kevin Seeldraeyers | Belgique   | Quick Step          |    | 49 s             |

### 6eétape
|    | Coureur             | Pays     | Équipe             |    | Temps           |
| -- | ------------------- | -------- | ------------------ | -- | --------------- |
| 1  | José Joaquín Rojas  | Espagne  | Movistar           | en | 4 h 22 min 19 s |
| 2  | Manuel Cardoso      | Portugal | Team RadioShack    | +  | m.t.            |
| 3  | Samuel Dumoulin     | France   | Cofidis            |    | m.t.            |
| 4  | Daniel Martin       | Irlande  | Garmin-Cervélo     |    | m.t.            |
| 5  | Diego Milán         | Espagne  | Caja Rural         |    | m.t.            |
| 6  | Daniele Pietropolli | Italie   | Lampre-ISD         |    | m.t.            |
| 7  | Rubén Pérez         | Espagne  | Euskaltel-Euskadi  |    | m.t.            |
| 8  | Kenny Dehaes        | Belgique | Omega Pharma-Lotto |    | m.t.            |
| 9  | Rémi Cusin          | France   | Cofidis            |    | m.t.            |
| 10 | Michał Gołaś        | Pologne  | Vacansoleil-DCM    |    | m.t.            |

|    | Coureur            | Pays       | Équipe              |    | Temps            |
| -- | ------------------ | ---------- | ------------------- | -- | ---------------- |
| -  | Alberto Contador   | Espagne    | Saxo Bank-SunGard   | en | 26 h 50 min 47 s |
| 1  | Levi Leipheimer    | États-Unis | Team RadioShack     | en | 26 h 51 min 10 s |
| 2  | Michele Scarponi   | Italie     | Lampre-ISD          |    | m.t.             |
| 3  | Daniel Martin      | Irlande    | Garmin-Cervélo      | +  | 12 s             |
| 4  | Christopher Horner | États-Unis | Team RadioShack     |    | 12 s             |
| 5  | Rigoberto Urán     | Colombie   | Team Sky            |    | 15 s             |
| 6  | Ivan Basso         | Italie     | Liquigas-Cannondale |    | 15 s             |
| 7  | Xavier Tondo       | Espagne    | Movistar            |    | 15 s             |
| 8  | Cadel Evans        | Australie  | BMC Racing          |    | 27 s             |
| 9  | Kevin Seeldraeyers | Belgique   | Quick Step          |    | 49 s             |
| 10 | Bauke Mollema      | Pays-Bas   | Rabobank            |    | 49 s             |

### 7eétape
|    | Coureur            | Pays     | Équipe             |    | Temps           |
| -- | ------------------ | -------- | ------------------ | -- | --------------- |
| 1  | Samuel Dumoulin    | France   | Cofidis            | en | 2 h 33 min 55 s |
| 2  | Rigoberto Urán     | Colombie | Team Sky           | +  | m.t.            |
| 3  | Kenny Dehaes       | Belgique | Omega Pharma-Lotto |    | m.t.            |
| 4  | José Joaquín Rojas | Espagne  | Movistar           |    | m.t.            |
| 5  | Manuel Cardoso     | Portugal | Team RadioShack    |    | m.t.            |
| 6  | Aitor Galdós       | Espagne  | Caja Rural         |    | m.t.            |
| 7  | Michał Gołaś       | Pologne  | Vacansoleil-DCM    |    | m.t.            |
| 8  | Ivan Rovny         | Russie   | Team Katusha       |    | m.t.            |
| 9  | Kevin Seeldraeyers | Belgique | Quick Step         |    | m.t.            |
| 10 | Xabier Zandio      | Espagne  | Movistar           |    | m.t.            |

|    | Coureur            | Pays       | Équipe              |    | Temps            |
| -- | ------------------ | ---------- | ------------------- | -- | ---------------- |
| -  | Alberto Contador   | Espagne    | Saxo Bank-SunGard   | en | 29 h 24 min 42 s |
| 1  | Michele Scarponi   | Italie     | Lampre-ISD          | en | 29 h 25 min 5 s  |
| 2  | Daniel Martin      | Irlande    | Garmin-Cervélo      | +  | 12 s             |
| 3  | Christopher Horner | États-Unis | Team RadioShack     |    | 12 s             |
| 4  | Rigoberto Urán     | Colombie   | Team Sky            |    | 15 s             |
| 5  | Xavier Tondo       | Espagne    | Movistar            |    | 15 s             |
| 6  | Ivan Basso         | Italie     | Liquigas-Cannondale |    | 15 s             |
| 7  | Cadel Evans        | Australie  | BMC Racing          |    | 27 s             |
| 8  | Kevin Seeldraeyers | Belgique   | Quick Step          |    | 49 s             |
| 9  | Bauke Mollema      | Pays-Bas   | Rabobank            |    | 49 s             |
| 10 | Blel Kadri         | France     | AG2R La Mondiale    |    | 49 s             |

## Classements finals

### Classement général
|    | Cycliste           | Pays       | Équipe              |    | Temps           |
| -- | ------------------ | ---------- | ------------------- | -- | --------------- |
| 1  | Michele Scarponi   | Italie     | Lampre-ISD          | en | 29 h 25 min 5 s |
| 2  | Daniel Martin      | Irlande    | Garmin-Cervélo      | +  | 12 s            |
| 3  | Christopher Horner | États-Unis | Team RadioShack     |    | 12 s            |
| 4  | Rigoberto Urán     | Colombie   | Team Sky            |    | 15 s            |
| 5  | Xavier Tondo       | Espagne    | Movistar            |    | 15 s            |
| 6  | Ivan Basso         | Italie     | Liquigas-Cannondale |    | 15 s            |
| 7  | Cadel Evans        | Australie  | BMC Racing          |    | 27 s            |
| 8  | Kevin Seeldraeyers | Belgique   | Quick Step          |    | 49 s            |
| 9  | Bauke Mollema      | Pays-Bas   | Rabobank            |    | 49 s            |
| 10 | Blel Kadri         | France     | AG2R La Mondiale    |    | 49 s            |

### Classements annexes
|   | Cycliste     | Équipe            | Points |
| - | ------------ | ----------------- | ------ |
| 1 | Rubén Pérez  | Euskaltel-Euskadi | 18     |
| 2 | José Toribio | Andalucía-Cajasur | 11     |
| 3 | Ben Gastauer | AG2R La Mondiale  | 5      |

|   | Cycliste          | Équipe                              | Points |
| - | ----------------- | ----------------------------------- | ------ |
| 1 | Nairo Quintana    | Colombia es Pasión-Café de Colombia | 47     |
| 2 | Alberto Contador  | Saxo Bank-SunGard                   | 42     |
| 3 | Steven Kruijswijk | Rabobank                            | 41     |

#### Classement par équipes
|   | Équipe          | Pays        |    | Temps            |
| - | --------------- | ----------- | -- | ---------------- |
| 1 | Team RadioShack | États-Unis  | en | 88 h 16 min 16 s |
| 2 | Rabobank        | Pays-Bas    | +  | 1 min 26 s       |
| 3 | Team Sky        | Royaume-Uni |    | 2 min 30 s       |

### UCI World Tour
Ce Tour de Catalogne attribue des points pour l'UCI World Tour 2011, seulement aux coureurs des équipes ayant un label ProTeam.
| Position           | 1er | 2e | 3e | 4e | 5e | 6e | 7e | 8e | 9e | 10e |
| Classement général | 100 | 80 | 70 | 60 | 50 | 40 | 30 | 20 | 10 | 4   |
| Par étape          | 6   | 4  | 2  | 1  | 1  |    |    |    |    |     |

| #  | Coureur                | Équipe              | Points |
| -- | ---------------------- | ------------------- | ------ |
|    | Alberto Contador       | Saxo Bank-SunGard   | 106    |
| 1  | Michele Scarponi       | Lampre-ISD          | 106    |
| 2  | Daniel Martin          | Garmin-Cervélo      | 82     |
| 3  | Christopher Horner     | Team RadioShack     | 71     |
| 4  | Rigoberto Urán         | Team Sky            | 65     |
| 5  | Xavier Tondo           | Movistar            | 50     |
| 6  | Ivan Basso             | Liquigas-Cannondale | 40     |
| 7  | Cadel Evans            | BMC Racing          | 30     |
| 8  | Kevin Seeldraeyers     | Quick Step          | 20     |
| 9  | José Joaquín Rojas     | Movistar            | 19     |
| 10 | Manuel António Cardoso | Team RadioShack     | 13     |
| 11 | Bauke Mollema          | Rabobank            | 10     |
| -  | Alessandro Petacchi    | Lampre-ISD          | 10     |
| 13 | Gatis Smukulis         | Team HTC-Highroad   | 6      |
| 14 | Blel Kadri             | AG2R La Mondiale    | 4      |
| -  | Giacomo Nizzolo        | Team Leopard-Trek   | 4      |
| 16 | Levi Leipheimer        | Team RadioShack     | 2      |
| -  | Rubén Pérez            | Euskaltel-Euskadi   | 2      |
| -  | Kenny Dehaes           | Omega Pharma-Lotto  | 2      |
| 19 | Jan Bakelants          | Omega Pharma-Lotto  | 1      |
| -  | František Raboň        | Team HTC-Highroad   | 1      |
| -  | Michał Gołaś           | Vacansoleil-DCM     | 1      |

## Évolution des classements
| Étape            | Vainqueur              | Classement général | Classement des sprints | Classement de la montagne | Classement par équipes |
| ---------------- | ---------------------- | ------------------ | ---------------------- | ------------------------- | ---------------------- |
| 1                | Gatis Smukulis         | Gatis Smukulis     | Ben Gastauer           | Gatis Smukulis            | Team HTC-Highroad      |
| 2                | Alessandro Petacchi    | Gatis Smukulis     | Rubén Pérez            | Julián Sánchez            | Team HTC-Highroad      |
| 3                | Michele Scarponi       | Levi Leipheimer    | José Toribio           | Nairo Quintana            | Team RadioShack        |
| 4                | Manuel António Cardoso | Levi Leipheimer    | Rubén Pérez            | Nairo Quintana            | Team RadioShack        |
| 5                | Samuel Dumoulin        | Levi Leipheimer    | Rubén Pérez            | Nairo Quintana            | Team RadioShack        |
| 6                | José Joaquín Rojas     | Levi Leipheimer    | Rubén Pérez            | Nairo Quintana            | Team RadioShack        |
| 7                | Samuel Dumoulin        | Michele Scarponi   | Rubén Pérez            | Nairo Quintana            | Team RadioShack        |
| Classement final | Classement final       | Michele Scarponi   | Rubén Pérez            | Nairo Quintana            | Team RadioShack        |

## Liste des participants[13].
| Légende | Légende                                                                                                  | Légende | Légende                                                                                         |
| ------- | --- | ------- | ----------------------------------------------------------------------------------------------- |
| Num     | Dossard de départ porté par le coureur sur ce Tour de Catalogne                                          | Pos     | Position finale au classement général                                                           |
|         | Indique le vainqueur du classement général                                                               |         | Indique le vainqueur du classement de la montagne                                               |
|         | Indique le vainqueur du classement des sprints                                                           |         |                                                                                                 |
| NP      | Indique un coureur qui n'a pas pris le départ d'une étape, suivi du numéro de l'étape où il s'est retiré | AB      | Indique un coureur qui n'a pas terminé une étape, suivi du numéro de l'étape où il s'est retiré |
| HD      | Indique un coureur qui a terminé une étape hors des délais, suivi du numéro de l'étape                   |         |                                                                                                 |

| Team Katusha KAT | Team Katusha KAT         | Team Katusha KAT |
| ---------------- | ------------------------ | ---------------- |
| Num              | Coureur                  | Pos              |
| 1                | Danilo Di Luca (ITA)     | AB-6             |
| 2                | Joan Horrach (ESP)       |                  |
| 3                | Artem Ovechkin (RUS)     |                  |
| 4                | Vladimir Karpets (RUS)   |                  |
| 5                | Alexandr Pliuschin (MDA) | AB-5             |
| 6                | Egor Silin (RUS)         |                  |
| 7                | Yury Trofimov (RUS)      |                  |
| 8                | Eduard Vorganov (RUS)    |                  |

| Saxo Bank-SunGard SBS | Saxo Bank-SunGard SBS      | Saxo Bank-SunGard SBS |
| --------------------- | -------------------------- | --------------------- |
| Num                   | Coureur                    | Pos                   |
| 11                    | Alberto Contador (ESP)     |                       |
| 12                    | Benjamín Noval (ESP)       |                       |
| 13                    | André Steensen (DEN)       |                       |
| 14                    | Chris Anker Sørensen (DEN) |                       |
| 15                    | Daniel Navarro (ESP)       |                       |
| 16                    | Jesus Hernandez (ESP)      |                       |
| 17                    | Nicki Sørensen (DEN)       |                       |
| 18                    | Volodymyr Gustov (UKR)     |                       |

| Team Leopard-Trek LEO | Team Leopard-Trek LEO  | Team Leopard-Trek LEO |
| --------------------- | ---------------------- | --------------------- |
| Num                   | Coureur                | Pos                   |
| 21                    | Linus Gerdemann (GER)  |                       |
| 22                    | Brice Feillu (FRA)     |                       |
| 23                    | Stefan Denifl (AUT)    |                       |
| 24                    | William Clarke (AUS)   |                       |
| 25                    | Giacomo Nizzolo (ITA)  | AB-6                  |
| 26                    | Martin Pedersen (DEN)  |                       |
| 27                    | Thomas Rohregger (AUT) |                       |
| 28                    | Oliver Zaugg (SUI)     |                       |

| Movistar MOV | Movistar MOV                  | Movistar MOV |
| ------------ | ----------------------------- | ------------ |
| Num          | Coureur                       | Pos          |
| 31           | Xavier Tondo (ESP)            |              |
| 32           | Imanol Erviti (ESP)           | AB-7         |
| 33           | Beñat Intxausti (ESP)         |              |
| 34           | Javier Iriarte (ESP)          |              |
| 35           | Luis Pasamontes (ESP)         |              |
| 36           | Francisco Pérez Sánchez (ESP) |              |
| 37           | José Joaquín Rojas (ESP)      |              |
| 38           | Mauricio Soler (COL)          | AB-7         |

| Liquigas-Cannondale LIQ | Liquigas-Cannondale LIQ | Liquigas-Cannondale LIQ |
| ----------------------- | ----------------------- | ----------------------- |
| Num                     | Coureur                 | Pos                     |
| 41                      | Ivan Basso (ITA)        |                         |
| 42                      | Valerio Agnoli (ITA)    | AB-3                    |
| 43                      | Mauro Da Dalto (ITA)    |                         |
| 44                      | Timothy Duggan (USA)    |                         |
| 45                      | Cameron Wurf (AUS)      |                         |
| 46                      | Maciej Paterski (POL)   |                         |
| 47                      | Cristiano Salerno (ITA) |                         |
| 48                      | Sylwester Szmyd (POL)   |                         |

| BMC Racing BMC | BMC Racing BMC         | BMC Racing BMC |
| -------------- | ---------------------- | -------------- |
| Num            | Coureur                | Pos            |
| 51             | Cadel Evans (AUS)      |                |
| 52             | Brent Bookwalter (USA) | AB-7           |
| 53             | Chad Beyer (USA)       |                |
| 54             | Mathias Frank (SUI)    |                |
| 55             | Timothy Roe (AUS)      |                |
| 56             | Karsten Kroon (NED)    | AB-5           |
| 57             | Jeff Louder (USA)      |                |
| 58             | Taylor Phinney (USA)   | AB-3           |

| Euskaltel-Euskadi EUS | Euskaltel-Euskadi EUS | Euskaltel-Euskadi EUS |
| --------------------- | --------------------- | --------------------- |
| Num                   | Coureur               | Pos                   |
| 61                    | Igor Antón (ESP)      |                       |
| 62                    | Mikel Nieve (ESP)     |                       |
| 63                    | Miguel Mínguez (ESP)  |                       |
| 64                    | Rubén Pérez (ESP)     |                       |
| 65                    | Alan Pérez (ESP)      |                       |
| 66                    | Pierre Cazaux (FRA)   | AB-5                  |
| 67                    | Romain Sicard (FRA)   | NP-7                  |
| 68                    | Ion Izagirre (ESP)    | AB-4                  |

| Rabobank RAB | Rabobank RAB            | Rabobank RAB |
| ------------ | ----------------------- | ------------ |
| Num          | Coureur                 | Pos          |
| 71           | Carlos Barredo (ESP)    |              |
| 72           | Stef Clement (NED)      |              |
| 73           | Steven Kruijswijk (NED) |              |
| 74           | Paul Martens (GER)      |              |
| 75           | Bauke Mollema (NED)     |              |
| 76           | Tom-Jelte Slagter (NED) |              |
| 77           | Laurens ten Dam (NED)   |              |
| 78           | Pieter Weening (NED)    |              |

| AG2R La Mondiale ALM | AG2R La Mondiale ALM      | AG2R La Mondiale ALM |
| -------------------- | ------------------------- | -------------------- |
| Num                  | Coureur                   | Pos                  |
| 81                   | Nicolas Roche (IRL)       |                      |
| 82                   | Guillaume Bonnafond (FRA) | AB-7                 |
| 83                   | Maxime Bouet (FRA)        |                      |
| 84                   | Ben Gastauer (LUX)        |                      |
| 85                   | Blel Kadri (FRA)          |                      |
| 86                   | Sébastien Minard (FRA)    |                      |
| 87                   | Mathieu Perget (FRA)      |                      |
| 88                   | Christophe Riblon (FRA)   |                      |

| Team HTC-Columbia THR | Team HTC-Columbia THR     | Team HTC-Columbia THR |
| --------------------- | ------------------------- | --------------------- |
| Num                   | Coureur                   | Pos                   |
| 91                    | Martin Velits (SVK)       |                       |
| 92                    | Caleb Fairly (USA)        |                       |
| 93                    | Patrick Gretsch (GER)     |                       |
| 94                    | Craig Lewis (USA)         |                       |
| 95                    | Danny Pate (USA)          |                       |
| 96                    | František Raboň (CZE)     |                       |
| 97                    | Kanstantsin Siutsou (BLR) |                       |
| 98                    | Gatis Smukulis (LAT)      |                       |

| Lampre-ISD LAM | Lampre-ISD LAM               | Lampre-ISD LAM |
| -------------- | ---------------------------- | -------------- |
| Num            | Coureur                      | Pos            |
| 101            | Alessandro Petacchi (ITA)    | AB-4           |
| 102            | Michele Scarponi (ITA)       |                |
| 103            | Aitor Pérez Arrieta (ESP)    |                |
| 104            | Denys Kostyuk (UKR)          |                |
| 105            | David Loosli (SUI)           | NP-7           |
| 106            | Marco Marzano (ITA)          |                |
| 107            | Daniele Pietropolli (ITA)    |                |
| 108            | Alessandro Spezialetti (ITA) |                |

| Omega Pharma-Lotto OLO | Omega Pharma-Lotto OLO | Omega Pharma-Lotto OLO |
| ---------------------- | ---------------------- | ---------------------- |
| Num                    | Coureur                | Pos                    |
| 111                    | Jan Bakelants (BEL)    |                        |
| 112                    | Bart De Clercq (BEL)   | AB-3                   |
| 113                    | Kenny Dehaes (BEL)     |                        |
| 114                    | Gert Dockx (BEL)       |                        |
| 115                    | Óscar Pujol (ESP)      |                        |
| 116                    | Jelle Vanendert (BEL)  | AB-7                   |
| 117                    | Matthew Lloyd (AUS)    | NP-1                   |

| Astana AST | Astana AST                    | Astana AST |
| ---------- | ----------------------------- | ---------- |
| Num        | Coureur                       | Pos        |
| 121        | Josep Jufré (ESP)             |            |
| 122        | Evgueni Petrov (RUS)          |            |
| 123        | Valentin Iglinskiy (KAZ)      |            |
| 124        | Paolo Tiralongo (ITA)         |            |
| 125        | Francesco Masciarelli (ITA)   |            |
| 126        | Alexandr Dyachenko (KAZ)      |            |
| 127        | Tanel Kangert (EST)           |            |
| 128        | Yevgeniy Nepomnyachshiy (KAZ) |            |

| Quick Step QST | Quick Step QST           | Quick Step QST |
| -------------- | ------------------------ | -------------- |
| Num            | Coureur                  | Pos            |
| 131            | Dario Cataldo (ITA)      | NP-7           |
| 132            | Marc de Maar (AHO)       |                |
| 133            | Fréderique Robert (BEL)  | AB-5           |
| 134            | Addy Engels (NED)        |                |
| 135            | Kevin Seeldraeyers (BEL) |                |
| 136            | Jan Tratnik (SLO)        | AB-5           |
| 137            | Kristof Vandewalle (BEL) |                |
| 138            | Julien Vermote (BEL)     |                |

| Team Sky SKY | Team Sky SKY             | Team Sky SKY |
| ------------ | ------------------------ | ------------ |
| Num          | Coureur                  | Pos          |
| 141          | Davide Appollonio (ITA)  | AB-3         |
| 142          | Rigoberto Urán (COL)     |              |
| 143          | Dario Cioni (ITA)        |              |
| 144          | Christopher Froome (RSA) |              |
| 145          | Serge Pauwels (BEL)      | AB-7         |
| 146          | Morris Possoni (ITA)     |              |
| 147          | Kjell Carlström (FIN)    |              |
| 148          | Xabier Zandio (ESP)      |              |

| Garmin-Cervélo GRM | Garmin-Cervélo GRM          | Garmin-Cervélo GRM |
| ------------------ | --------------------------- | ------------------ |
| Num                | Coureur                     | Pos                |
| 151                | Christian Vande Velde (USA) |                    |
| 152                | Thomas Peterson (USA)       |                    |
| 153                | Daniel Martin (IRL)         |                    |
| 154                | Julian Dean (NZL)           | AB-7               |
| 155                | Michel Kreder (NED)         |                    |
| 156                | Tom Danielson (USA)         |                    |
| 157                | Travis Meyer (AUS)          | AB-7               |
| 158                | Peter Stetina (NED)         |                    |

| Team RadioShack RSH | Team RadioShack RSH          | Team RadioShack RSH |
| ------------------- | ---------------------------- | ------------------- |
| Num                 | Coureur                      | Pos                 |
| 161                 | Haimar Zubeldia (ESP)        |                     |
| 162                 | Levi Leipheimer (USA)        | NP-7                |
| 163                 | Christopher Horner (USA)     |                     |
| 164                 | Philip Deignan (IRL)         |                     |
| 165                 | Janez Brajkovič (SLO)        |                     |
| 166                 | Jason McCartney (USA)        |                     |
| 167                 | Ivan Rovny (RUS)             |                     |
| 168                 | Manuel António Cardoso (POR) |                     |

| Vacansoleil-DCM VCD | Vacansoleil-DCM VCD     | Vacansoleil-DCM VCD |
| ------------------- | ----------------------- | ------------------- |
| Num                 | Coureur                 | Pos                 |
| 171                 | Johnny Hoogerland (NED) |                     |
| 172                 | Maxim Belkov (RUS)      | NP-5                |
| 173                 | Matteo Carrara (ITA)    | AB-4                |
| 174                 | Michał Gołaś (POL)      |                     |
| 175                 | Wouter Mol (NED)        |                     |
| 176                 | Ruslan Pidgornyy (UKR)  |                     |
| 177                 | Joost van Leijen (NED)  | NP-7                |

| Geox-TMC GEO | Geox-TMC GEO             | Geox-TMC GEO |
| ------------ | ------------------------ | ------------ |
| Num          | Coureur                  | Pos          |
| 181          | Carlos Sastre (ESP)      |              |
| 182          | Denis Menchov (RUS)      |              |
| 183          | Rafael Valls (ESP)       |              |
| 184          | Mauricio Ardila (COL)    |              |
| 185          | Marco Corti (ITA)        |              |
| 186          | David de la Fuente (ESP) |              |
| 187          | Dmitry Kozontchuk (RUS)  |              |
| 188          | Marcel Wyss (SUI)        |              |

| Andalucía-Caja Granada ACA | Andalucía-Caja Granada ACA | Andalucía-Caja Granada ACA |
| -------------------------- | -------------------------- | -------------------------- |
| Num                        | Coureur                    | Pos                        |
| 191                        | José Alberto Benítez (ESP) |                            |
| 192                        | Pablo Lechuga (ESP)        |                            |
| 193                        | Eloy Ruiz (ESP)            |                            |
| 194                        | José Vicente Toribio (ESP) |                            |
| 195                        | David Bernabéu (ESP)       |                            |
| 196                        | Adrián Palomares (ESP)     |                            |
| 197                        | José Luis Caño (ESP)       |                            |
| 198                        | Javier Ramirez (ESP)       |                            |

| Cofidis COF | Cofidis COF           | Cofidis COF |
| ----------- | --------------------- | ----------- |
| Num         | Coureur               | Pos         |
| 201         | Rémi Cusin (FRA)      |             |
| 202         | Samuel Dumoulin (FRA) |             |
| 203         | Nicolas Edet (FRA)    |             |
| 205         | Luis Ángel Maté (ESP) |             |
| 206         | David Moncoutié (FRA) |             |
| 207         | Mickaël Buffaz (FRA)  |             |
| 208         | Nicolas Vogondy (FRA) |             |

| Caja Rural CJR | Caja Rural CJR         | Caja Rural CJR |
| -------------- | ---------------------- | -------------- |
| Num            | Coureur                | Pos            |
| 211            | Íñigo Cuesta (ESP)     |                |
| 212            | Julián Sánchez (ESP)   |                |
| 213            | Javier Moreno (ESP)    |                |
| 214            | Diego Milán (ESP)      |                |
| 215            | David de la Cruz (ESP) | AB-3           |
| 216            | Arturo Mora (ESP)      | NP-7           |
| 217            | Aitor Galdós (ESP)     |                |
| 218            | José Herrada (ESP)     | AB-7           |

| Colombia es Pasión-Café de Colombia CEP | Colombia es Pasión-Café de Colombia CEP | Colombia es Pasión-Café de Colombia CEP |
| --------------------------------------- | --------------------------------------- | --------------------------------------- |
| Num                                     | Coureur                                 | Pos                                     |
| 221                                     | Alex Cano (COL)                         |                                         |
| 222                                     | Víctor Hugo Peña (COL)                  |                                         |
| 223                                     | Robinson Chalapud (COL)                 |                                         |
| 224                                     | Nairo Quintana (COL)                    |                                         |
| 225                                     | Dalivier Ospina (COL)                   | AB-5                                    |
| 226                                     | Camilo Suarez (COL)                     |                                         |
| 227                                     | John Martínez (COL)                     | AB-7                                    |
| 228                                     | Darwin Atapuma (COL)                    |                                         |

| CCC Polsat-Polkowice CCC | CCC Polsat-Polkowice CCC  | CCC Polsat-Polkowice CCC |
| ------------------------ | ------------------------- | ------------------------ |
| Num                      | Coureur                   | Pos                      |
| 231                      | Tomasz Marczyński (POL)   | AB-7                     |
| 232                      | Jacek Morajko (POL)       |                          |
| 233                      | José Mendes (POR)         |                          |
| 234                      | Marek Rutkiewicz (POL)    |                          |
| 235                      | Bartłomiej Matysiak (POL) |                          |
| 236                      | Łukasz Bodnar (POL)       |                          |
| 237                      | Błażej Janiaczyk (POL)    |                          |
| 238                      | Adrian Honkisz (POL)      |                          |